# Alamagan
Alamagan è un'isola vulcanica dell'oceano Pacifico appartenente alle Isole Marianne.
Ha una superficie di 11,12 km², è abitata da soltanto sei persone (secondo il Censimento del 2000); amministrativamente appartiene alla municipalità Isole Settentrionali delle Isole Marianne Settentrionali.